# Julio Ernesto Portugal
Julio Ernesto Portugal Escobedo (Arequipa, 28 de noviembre de 1894 - Lima, 18 de junio de 1972) fue un médico ginecólogo y político peruano. Fue alcalde de Arequipa (1939-1941), senador por Arequipa (1945-1948 y 1956-1962), ministro de Salud Pública (1946-1947) y presidente del Consejo de Ministros (1946-1947), en el gobierno de José Luis Bustamante y Rivero. 

## Biografía
Nació  en Arequipa, siendo hijo de José Fermín Portugal (director de la Beneficencia Pública de dicha ciudad) y María Teresa Escobedo.
Estudió en el Colegio Nacional de la Independencia Americana de su ciudad natal, de donde egresó en 1910. Luego cursó estudios superiores en la Universidad Nacional de San Agustín donde siguió Ciencias Naturales. Trasladado a Lima, inició sus estudios de Medicina en la Universidad Nacional Mayor de San Marcos. Pero a causa de la crisis política y universitaria de 1919, viajó a Francia para concluir su formación profesional. En la Universidad de París obtuvo su título de médico-cirujano.
En 1922 volvió al Perú, instalándose en Arequipa. Allí fundó la Policlínica, el primer centro asistencial privado levantado en el sur del Perú. Fue igualmente jefe de la sección quirúrgica del Hospital Goyeneche. Su especialidad era la ginecología.
Se casó con Elsa Forga Harmsen en 1933.

### Alcalde de Arequipa
Nombrado alcalde provincial de Arequipa por Resolución Suprema (no había entonces elecciones municipales), ejerció dicho cargo de 17 de mayo de 1939 a 6 de octubre de 1941.
Con motivo del Cuarto Centenario de la fundación española de la ciudad, celebrado el 15 de agosto de 1940, realizó un vasto plan de obras públicas que aún mantienen su importancia. Inauguró el Ateneo, el local de la Biblioteca Municipal, el Hotel para Turistas, el Teatro Municipal, el Coliseo Municipal, el Estadio Melgar, el Parque Selva Alegre, el Barrio Obrero y el adoquinado de las calles.

### Senador por Arequipa (1)
Junto con Manuel Bustamante de la Fuente y otros ilustres arequipeños, participó en la formación del Frente Democrático Nacional (FDN), que aglutinó a distintas fuerzas políticas, con miras al proceso electoral de 1945. Entre esas fuerzas se hallaba el partido Aprista.
Fue presidente del primer comité departamental del FDN fundado en Arequipa. El FDN lanzó la candidatura presidencial de José Luis Bustamante y Rivero, que resultó triunfante. Por su parte, Portugal presentó su candidatura para senador por Arequipa, resultando también elegido.
Fue segundo vicepresidente del Senado en las legislaturas 1945 y 1946-47, durante la presidencia legislativa del doctor José Gálvez Barrenechea.

### Ministro de Salud y primer ministro
EL 23 de enero de 1946, juramentó como ministro de Salud Pública, pasando así a formar parte del gabinete ministerial del gobierno de Bustamante y Rivero, que estaba presidido por otro arequipeño, el doctor Rafael Belaunde Diez Canseco. Cuando éste renunció el 30 de enero, Portugal lo reemplazó al frente del Consejo de Ministros, manteniendo la cartera de Salud.
En su gabinete figuraban tres apristas: Manuel Vásquez Díaz (Hacienda), César Elías (Fomento) y Luis Rose Ugarte (Agricultura). Era la cuota de poder que reclamaba el Apra por haber apoyado en las elecciones a Bustamante, lo que no le impidió hacer una desbocada oposición, que socavó al gobierno.
Como ministro, fue gestor de un amplio proyecto de construcciones hospitalarias en todo el país. Su período ministerial duró hasta enero de 1947, cuando hubo de renunciar a raíz del escándalo suscitado por el crimen Graña. Se eligió entonces un nuevo gabinete, que fue presidido por el contralmirante José R. Alzamora.

### Opositor de Odría
Tras el golpe militar protagonizado por el general Manuel A. Odría el 27 de octubre de 1948 contra Bustamante, salió exiliado a Argentina. Pronto regresó a Arequipa, donde retomó el ejercicio privado de su profesión, que alternó con la superintendencia de la Clínica del Hogar de la Madre.
Pero no dejó de luchar por la democracia, siendo uno de los actores de la revolución de Arequipa de 1955 que ocasionó la caída del odiado ministro del Interior Alejandro Esparza Zañartu y sentó las bases para las elecciones generales de 1956, que puso fin a la dictadura.

### Senador por Arequipa (2)
Fue nuevamente elegido senador por Arequipa, en las elecciones generales de 1956, las mismas en las que Manuel Prado Ugarteche resultó elegido presidente de la República por segunda vez (1956-1962). En esta ocasión, formó parte de la lista de la Democracia Cristiana.
Faltando pocos días para finalizar su mandato legislativo, ocurrió el golpe militar del 18 de julio de 1962.  

### Fallecimiento
Falleció en la tarde del 18 de junio de 1972 a la edad de 77 años en el Hospital Central del Empleado del distrito limeño de Jesús María.